# TAP Manutenção e Engenharia Brasil
A TAP Manutenção e Engenharia Brasil S.A. foi a maior empresa de manutenção de aviões da América Latina. Pertence à TAP Portugal. Foi criada como VEM - Varig Engenharia e Manutenção S/A pela VARIG S/A em 21 de outubro de 2001 através do spin-off da sua divisão de engenharia e manutenção, e sua sede ficava no Aeroporto Internacional do Rio de Janeiro-Galeão formando uma empresa independente. A empresa inicialmente era uma Sociedade Anônima cujos maiores acionistas eram a própria Varig e o fundo de pensão Aerus. Ao ser criada a empresa estava posicionada entre as 5 maiores empresas de manutenção aeronáutica do mundo pelo critério de homens-hora vendidos, prestando serviços de manutenção para todas as empresas aéreas brasileiras, da America Latina, Estados Unidos, Europa e Asia. A empresa teve o controle acionário adquirido pela TAP Portugal em 2006 durante o processo de recuperação judicial da Varig em razão das ações da empresa terem sido dadas em garantia de pagamento de empréstimo feitos pela TAP Portugal a Varig S/A. O Hangar, além de realizar o conserto e manutenção de aeronaves, também serve como local de desmontagem de aeronaves antigas. A TAP Air Portugal encerrou as atividades da subsidiária em 14 de janeiro de 2022. 
A TAP M & E Brasil SA era líder em manutenção na América Latina e possuia alto padrão de qualidade reconhecido mundialmente, é um dos centros de manutenção mais modernos e avançados da América Latina e está entre os dez mais modernos e avançados do mundo. Prestava serviços para companhias aéreas brasileiras como a TAM, Gol e Avianca Brasil e também para companhias estrangeiras como a Lufthansa, Air France, United Airlines, Iberia Airlines, British Airways, American Airlines, TAAG dentre outras. 